# Richard Carapaz
Richard António Carapaz Montenegro (født 29. maj 1993 i El Carmelo, Carchi) er en ecuadoriansk cykelrytter som cykler for EF Education-EasyPost.
Movistar-chefen Eusebio Unzué hentede ham til Europa og rekrutteringsholdet Lizarte i 2016.
På ottende etape af Giro d'Italia 2018 tog han Ecuadors første etapesejr i en Grand Tour. Han endte på fjerdepladsen samlet.
Et år senere stillede han til start i Giro d'Italia 2019, og blev nævnt som en af udfordrerne til favoritterne. Han vandt 4. etape, og efter at have vundet den 14. etape overtog han førertrøjen som han beholdt løbet ud.

## Meritter
2018
2. etape + samlet, Vuelta a Asturias
8. etape, Giro d'Italia
2019
2. etape + samlet, Vuelta a Asturias
Giro d'Italia
 Samlet
4. etape
14. etape

### Grand Tour-resultater
| Grand Tour      | 2017 | 2018 | 2019 |
| --------------- | ---- | ---- | ---- |
| Giro d'Italia   | —    | 4    | 1    |
| Tour de France  | —    | —    | —    |
| Vuelta a España | 36   | 18   | —    |